# Lars Larsson (bildhuggare)
Lars Larsson var en svensk bildhuggare och målare, verksam under slutet av 1600-talet.
Lars Larsson är troligen mästaren bakom en skulpterad och målad altaruppsats i furu i Vreta klosterkyrka. Altaruppsatsen färdigställdes 1701 och består av ett arbete i provinsiell barock bestående av kolonner, bjälklag och figurskulpturer av Kristus, Jungfru Maria, Johannes, Aron, Maria Magdalena samt ett flertal änglagestalter.  